# سوفن
سوفن (به لاتین: Sophene) یک استان در ارمنستان بزرگ است.